# 서면중학교 (충남)
서면중학교(西面中學校)는 대한민국 충청남도 서천군 서면 신합리에 있는 공립 중학교이다.

## 학교 연혁
- 1979년 1월 31일 : 서면중학교 설립 인가
- 1979년 3월 6일 : 비인중학교를 임시 교사로 개교
- 1979년 5월 11일 : 개교식
- 1981년 3월 5일 : 12학급 완성
- 1982년 2월 12일 : 제1회 졸업식
- 2021년 9월 1일 : 제21대 유필열 교장 부임
- 2024년 1월 8일 : 제43회 졸업식(총 4,383명)
- 2024년 3월 4일 : 제46회 입학식
- 2025년 3월 4일 : 제47회 입학식

## 참고 자료
- 서면중학교 - 한국교육학술정보원 학교알리미